# Roy Boulting

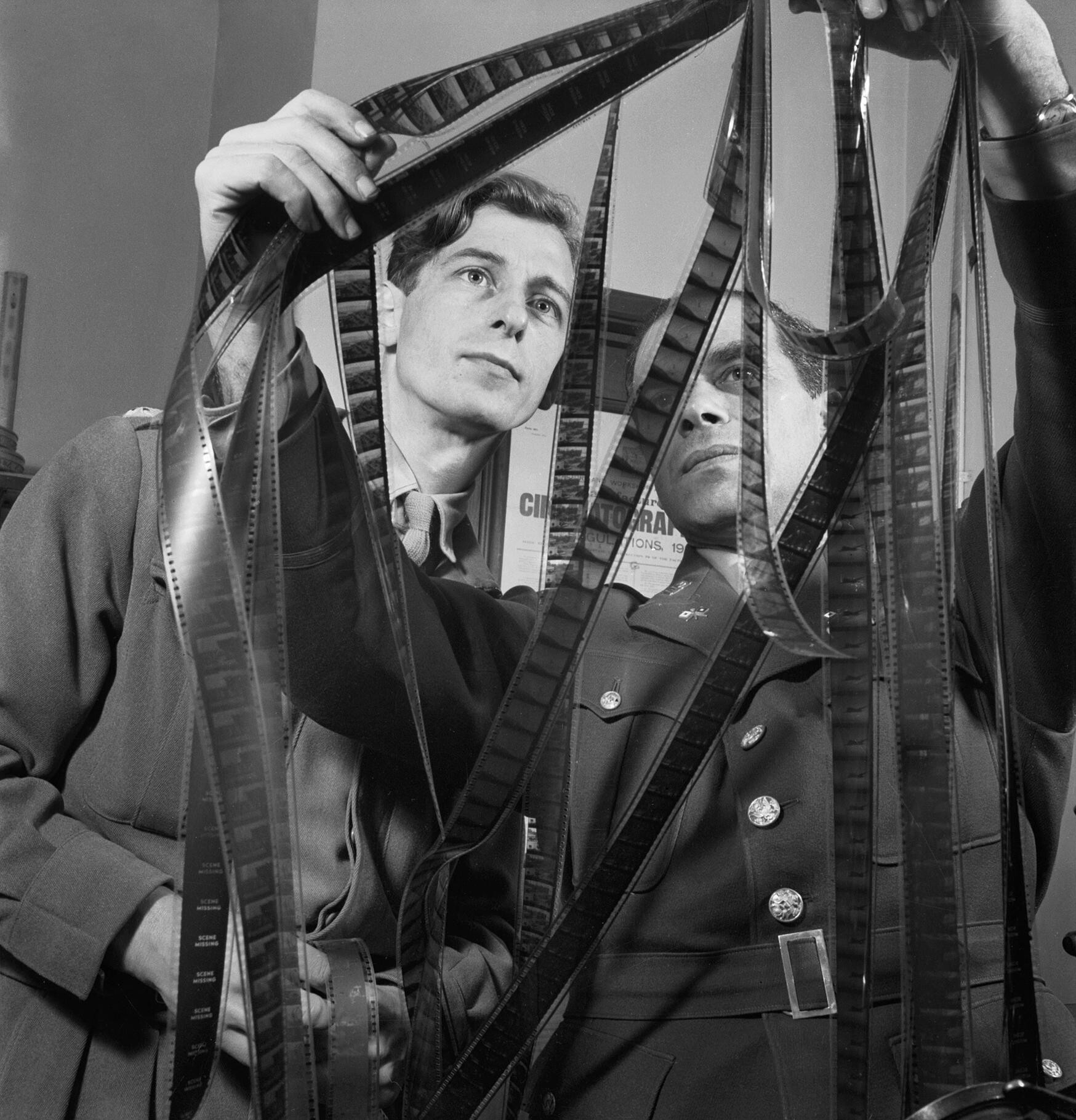
Roy Boulting (links) mit Frank Capra beim Schneiden eines Filmes (Zweiter Weltkrieg, Februar 1944)

Roy Boulting (* 21. November 1913 in Bray, Berkshire, England; † 5. November 2001 in Eynsham, Oxfordshire, England) war ein britischer Filmproduzent, Drehbuchautor und Filmregisseur.

## Leben
Roy Boulting verband mit seinem Zwillingsbruder John Boulting durch fast sein komplettes Berufsleben hindurch eine ungewöhnlich enge Zusammenarbeit, siehe den entsprechenden Abschnitt im Artikel über seinen Bruder. Von den beiden war Roy etwas mehr auch als Regisseur und Ko-Autor von Drehbüchern tätig, wenngleich er bei den Regiearbeiten seines Bruders auch als Produzent fungierte.
Roy Boulting war seit 1951 mit dem Mannequin Enid Boulting (geb. Grünewald) verheiratet. Seine Stieftochter Ingrid Boulting war als Model und Schauspielerin tätig.

## Filmografie (Auswahl)
Produzent
- 1948: Brighton Rock
- 1950: Eine Stadt hält den Atem an (Seven Days to Noon) – auch Drehbuch und Schnitt
- 1956: Der beste Mann beim Militär (Private’s Progress)
- 1957: Volltreffer ins Glück (Lucky Jim)
- 1959: Junger Mann aus gutem Haus (I’m All right, Jack)
- 1963: Heavens Above

Regie
- 1943: Thunder Rock
- 1951: Die Stunde X (High treason) – auch Drehbuch
- 1953: Sailor of the King (Single-Handed)
- 1955: Josephine und die Männer (Josephine and Men) – auch Drehbuch
- 1956: Der Sonne entgegen (Run for the Sun) – auch Drehbuch
- 1957: Wenn zwei Hochzeit machen (Happy ist the bride) – auch Drehbuch
- 1958: Ausgerechnet Charlie Brown (Carlton-Browne of the F. O.) – auch Drehbuch
- 1960: Das französische Fräulein (A French Mistress) – auch Drehbuch
- 1966: Honigmond 67 (The Family Way) – auch Drehbuch und Produktion
- 1968: Teufelskreis Y (Twisted Nerve) – auch Drehbuch
- 1970: Ein Mädchen in der Suppe (There Is a Girl in My Soup)
- 1973: Weiche Betten, harte Schlachten (Soft Beds, Hard Battles) – auch Drehbuch und Produktion
- 1981: Fort Travis – Ein Mann geht seinen Weg (The Last Word)
- 1985: Miss Marple: Die Schattenhand (The Moving Finger)

Drehbuch
- 1975: Diamant-Hunter